# Donner & Reuschel
O Donner & Reuschel Aktiengesellschaft é um banco alemão organizado como uma companhia limitada (Aktiengesellschaft) e com sede em Hamburgo. Até 2010, era conhecido como Conrad Hinrich Donner Bank Aktiengesellschaft. O banco é especializado em private banking e possui 580 funcionários em Hamburgo, Munique e outros escritórios. Possui uma subsidiária no Luxemburgo, Donner & Reuschel Luxemburg SA Em 2009 e 2010, foi reconhecida como a melhor empregadora de Hamburgo.
O banco foi fundado em 1798 por Conrad Hinrich Donner, um comerciante e armador de Hamburgo, e originalmente chamado Hamburger Banco. Era originalmente uma casa comercial especializada em transporte e remessa.
O banco possui cerca de 9 bilhões de euros em ativos sob gestão.

## Literatura
- Kristina Dörge: "200 Jahre Conrad Hinrich Donner Bank", Hamburgo, 1998.